# Карачев, Пётр Андрианович
Пётр Андрианович Карачев (1922—1943) — сержант Рабоче-Крестьянской Красной Армии, участник Великой Отечественной войны, Герой Советского Союза (1943).

## Биография
Пётр Карачев родился 8 февраля 1922 года в деревне Юбери (ныне — Унинский район Кировской области). С 1933 года проживал на хуторе Протичка Красноармейского района Краснодарского края. Окончил четыре класса, после чего работал в родительском хозяйстве, затем пастухом, трактористом в колхозе. В сентябре 1941 года Карачев был призван на службу в Рабоче-Крестьянскую Красную Армию. Принимал участие в боях на Брянском и Центральном фронтах. К сентябрю 1943 года сержант Пётр Карачев командовал миномётным расчётом 1035-го стрелкового полка 280-й стрелковой дивизии 60-й армии Центрального фронта. Отличился во время освобождения Сумской и Черниговской областей Украинской ССР и битвы за Днепр.
8—10 сентября 1943 года во время боя за Конотоп расчёт Карачева уничтожил немецкий танковый десант. 18—20 сентября во время боя за Нежин расчёт своим огнём уничтожил около 90 немецких солдат и офицеров, 8 пулемётов, 2 миномёта. 30 сентября 1943 года Карачев в критический момент боя на плацдарме на западном берегу Днепра в районе села Ротичи Чернобыльского района Киевской области поднял бойцов в атаку, захватил вражеский пулемёт и огнём из него оттеснил противника, благодаря чему тот не сумел окружить батальон и штаб полка. В бою непосредственно за Ротичи расчёт Карачева уничтожил 20 немецких солдат и офицеров, а также 3 пулемёта.
Указом Президиума Верховного Совета СССР от 17 октября 1943 года за «успешное форсирование реки Днепр севернее Киева, прочное закрепление плацдарма на западном берегу реки Днепр и проявленные при этом отвагу и геройство» сержант Пётр Карачев был удостоен высокого звания Героя Советского Союза. Орден Ленина и медаль «Золотая Звезда» он получить не успел, так как 19 декабря 1943 года пропал без вести на территории Житомирской области (по некоторым данным — погиб).

## Память

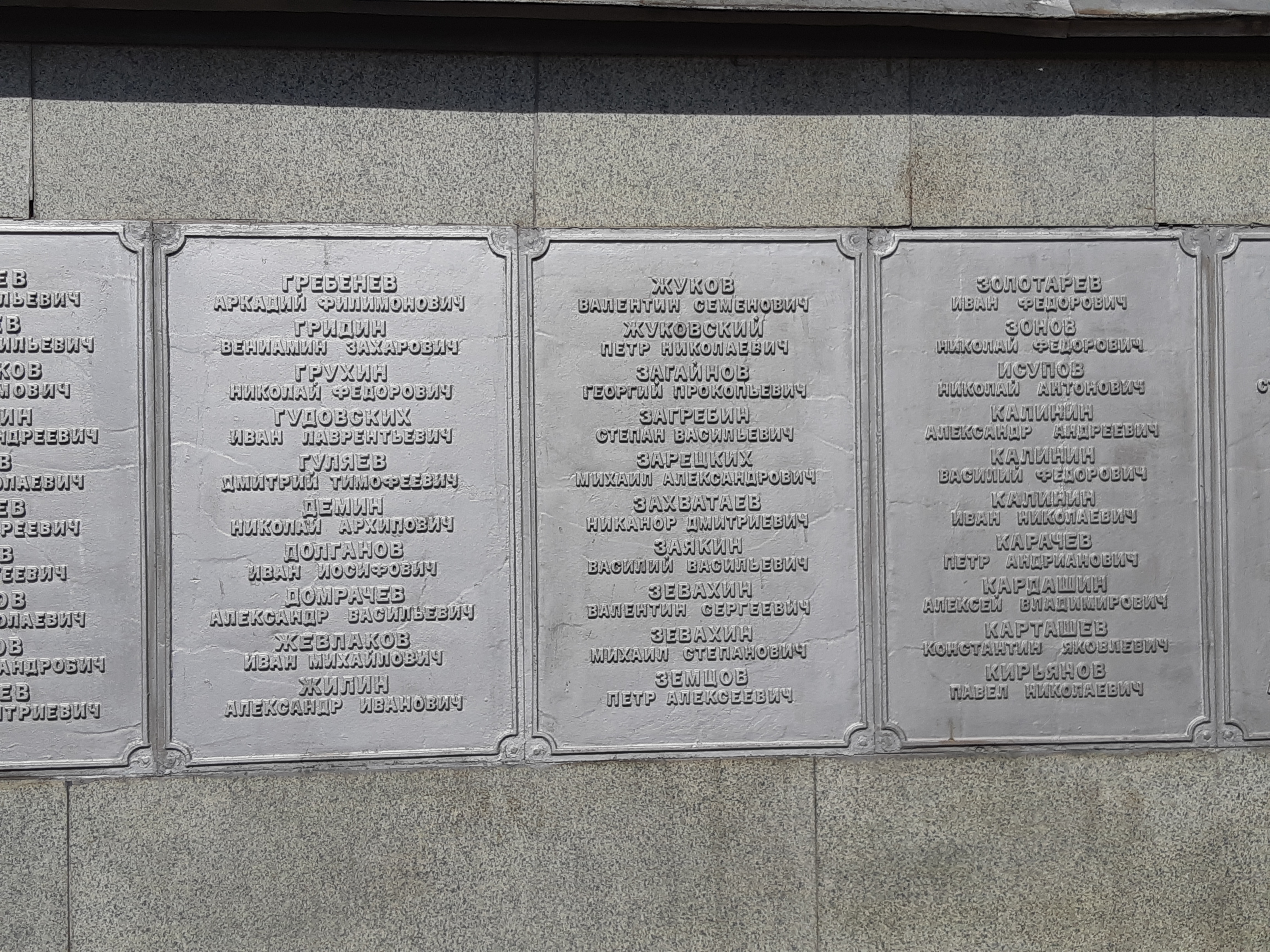
Имя Героя на мемориальной доске в парке Дворца пионеров г. Кирова

- Имя Героя увековечено на мемориальной доске в честь Героев Советского Союза — уроженцев Кировской области в парке Дворца пионеров города Кирова

- Имя Героя высечено золотыми буквами в зале Славы Центрального музея Великой Отечественной войны в Парке Победы города Москвы.

- На могиле героя установлен надгробный памятник.
- В честь Карачева названа улица в хуторе Протичка Краснодарского края[1].